# محافظة براقرة
محافظة براقرة أو ابراقة هي محافظة برتغالية. يبلغ عدد سكانها 831،368 نسمة. وتحتوي على 14 بلدية.